# Nam Ấn Độ
Nam Ấn Độ (tiếng Anh: South India) là một khu vực của Ấn Độ gồm các bang Andhra Pradesh, Karnataka, Kerala, Tamil Nadu và Telangana cùng các lãnh thổ liên bang Andaman và Nicobar, Lakshadweep và Puducherry, chiếm 19,31% diện tích của Ấn Độ (635.780 km²). Khu vực chiếm phần phía nam của cao nguyên Deccan, giáp với vịnh Bengal về phía đông, biển Ả Rập về phía tây và Ấn Độ Dương về phía nam. Khu vực có địa lý đa dạng, với hai dãy núi chính là Ghat Đông và Ghat Tây. Các sông Godavari, Krishna, Kaveri, Tungabhadra và Vaigai là các nguồn nước quan trọng. Bangalore, Chennai, Hyderabad, Coimbatore và Kochi là các vùng đô thị lớn nhất.
Đa số cư dân Nam Ấn Độ nói một trong bốn ngôn ngữ thuộc ngữ hệ Dravida: Telugu, Tamil, Kannada và Malayalam. Trong lịch sử, một số vương quốc cai trị các bộ phận của Nam Ấn Độ, các cuộc xâm chiếm của họ khắp miền nam và đông nam châu Á có tác động đến lịch sử và văn hoá tại các khu vực này. Các triều đại lớn hình thành tại Nam Ấn Độ gồm có Chera, Chola, Pandya, Pallava, Satavahana, Chalukya, Rashtrakuta và Vijayanagara. Các quốc gia châu Âu tiến vào Ấn Độ qua ngả Kerala và khu vực bị Anh và các quốc gia khác thuộc địa hoá.
Sau khi trải qua các biến động sau độc lập, kinh tế các bang Nam Ấn Độ được ghi nhận là tăng trưởng cao hơn trung bình toàn quốc trong khoảng 30 năm qua. Dù các bang Nam Ấn Độ cải thiện về một vài chỉ số kinh tế-xã hội, song nghèo nàn tiếp tục tác động đến khu vực giống như phần còn lại của liên bang, nhưng giảm xuống đáng kể theo thời gian. Chỉ số phát triển con người HDI của các bang Nam Ấn Độ ở mức cao, tỷ lệ biết chữ tại các bang này cao hơn trung bình toàn quốc. Tỷ suất sinh tại Nam Ấn Độ là 1,9, đây là mức thấp nhất trong số các khu vực của Ấn Độ.

## Tên gọi
Nam Ấn Độ còn được gọi là "Ấn Độ bán đảo" và một vài tên gọi khác. Thuật ngữ "Deccan" ám chỉ khu vực cao nguyên Deccan bao phủ, tức là hầu hết Ấn Độ bán đảo ngoại trừ các vùng duyên hải, Deccan là dạng Anh hoá của từ dakkhin trong tiếng Prakrit, nó lại bắt nguồn từ dakshina trong tiếng Phạn và nghĩa là phía nam. Carnatic bắt nguồn từ "Karnād" hoặc "Karunād" nghĩa là miền cao cũng có liên kết với Nam Ấn Độ.

## Lịch sử

Đế quốc Chola dưới thời Rajendra Chola I, khoảng 1030

Xác định niên đại cácbon về các ụ tro có liên kết với văn hoá đồ đá mới tại Nam Ấn Độ cho kết quả niên đại từ 8000 TCN. Các đồ tạo tác như rìu đá được mài, và các vật thể nhỏ bằng đồng được phát hiện trong khu vực. Vào khoảng lúc đầu 1000 TCN, kỹ thuật đồ sắt truyền bá khắp khu vực; tuy nhiên trước đó Nam Ấn Độ không có thời kỳ đồ đồng phát triển đầy đủ. Khu vực nằm tại trung tâm của tuyến mậu dịch trải dài từ Muziris đến Arikamedu giúp liên kết Địa Trung Hải và Đông Á. Mậu dịch với người Phoenicia, La Mã, Hy Lạp, Ả Rập, Syria, Do Thái và Trung Hoa bắt đầu từ giai đoạn Sangam (khoảng thế kỷ 3 TCN đến thế kỷ 4 CN). Khu vực là bộ phận của con đường tơ lụa cổ đại liên kết phương Đông và phương Tây.
Một số triều đại như Chera tại Karuvur, Pandya tại Madurai, Chola tại Thanjavur, Satavahana tại Amaravati, Pallava tại Kanchi, Kadamba tại Banavasi, Tây Ganga tại Kolar, Rashtrakuta tại Manyakheta, Chalukya tại Badami, Hoysala tại Belur và Kakatiya tại Orugallu cai trị khu vực từ thế kỷ 6 TCN đến thế kỷ 14 CN. Đế quốc Vijayanagara được thành lập trong thế kỷ 14, đây là triều đại Ấn Độ cuối cùng cai trị khu vực. Sau các cuộc xâm chiếm liên tiếp của Vương quốc Hồi giáo Delhi và việc Vijayanagara sụp đổ vào năm 1646, khu vực nằm dưới quyền quản lý của các vương quốc Hồi giáo Deccan, cùng các cựu thống đốc của Vijayanagara tuyên bố độc lập.
Người châu Âu đến vào thế kỷ 15, và đến giữa thế kỷ 18, Pháp và Anh tham gia vào một cuộc đấu tranh kéo dài nhằm giành quyền kiểm soát quân sự đối với Nam Ấn Độ. Sau thất bại của Tipu Sultan trong chiến tranh Anh-Mysore lần thứ tư vào năm 1799 và kết thúc binh biến Vellore vào năm 1806, người Anh củng cố quyền lực của họ ra phần lớn Nam Ấn Độ ngày nay với ngoại lệ là Pondichéry thuộc Pháp. Đế quốc Anh nắm quyền kiểm soát khu vực từ tay Công ty Đông Ấn Anh vào năm 1857. Dưới quyền cai trị thực dân của Anh, khu vực bị chia thành khu quản hạt Madras, thổ bang Hyderabad, Mysore, Travancore, Kochi, Vizianagaram và một số phiên quốc nhỏ khác. Khu vực giữ vai trò lớn trong phong trào độc lập Ấn Độ; trong số 72 phái đoàn tham gia phiên họp đầu tiên của Đảng Quốc Đại Ấn Độ tại Bombay trong tháng 12 năm 1885, có 22 đoàn đến từ Nam Ấn Độ.
Sau khi Ấn Độ độc lập vào năm 1947, khu vực được tổ chức thành bốn bang: Madras, Mysore, Hyderabad và Travancore-Cochin. Năm 1956, các bang được tái tổ chức theo ranh giới ngôn ngữ dẫn đến hình thành các bang mới là Andhra Pradesh, Karnataka, Kerala và Tamil Nadu. Theo đó, bang Madras duy trì tên gọi và sáp nhập thêm huyện Kanyakumari từ bang Travancore-Cochin. Bang này sau đó đổi tên thành Tamil Nadu vào năm 1968. Andhra Pradesh được hình thành khi sáp nhập bang Andhra và các huyện nói tiếng Telugu của bang Hyderabad vào năm 1956. Kerala xuất hiện khi hợp nhất huyện Malabar của bang Madras với Travancore-Cochin. Bang Mysore được tái tổ chức bằng việc nhận thêm các huyện Bellary và Nam Canara từ bang Madras, các huyện Belgaum, Bijapur, Bắc Canara và Dharwad từ bang Bombay, các huyện có đa số cư dân nói tiếng Kannada là Bidar, Raichur và Gulbarga từ bang Hyderabad và tỉnh Coorg. Mysore đổi tên thành Karnataka vào năm 1973. Lãnh thổ liên bang Puducherry hình thành vào năm 1954, gồm các phần đất tách rời của Pháp khi trước là Pondichérry, Karaikal, Yanam và Mahé. Quần đảo Laccadive vốn bị phân chia giữa hai huyện Nam Canara và Malabar của bang Madras, song được thống nhất và tổ chức thành lãnh thổ liên bang Lakshadweep. Telangana được thành lập vào ngày 2 tháng 6 năm 2014 bằng việc chia đôi Andhra Pradesh và bang này gồm mười huyện từng thuộc Andhra Pradesh.

## Địa lý

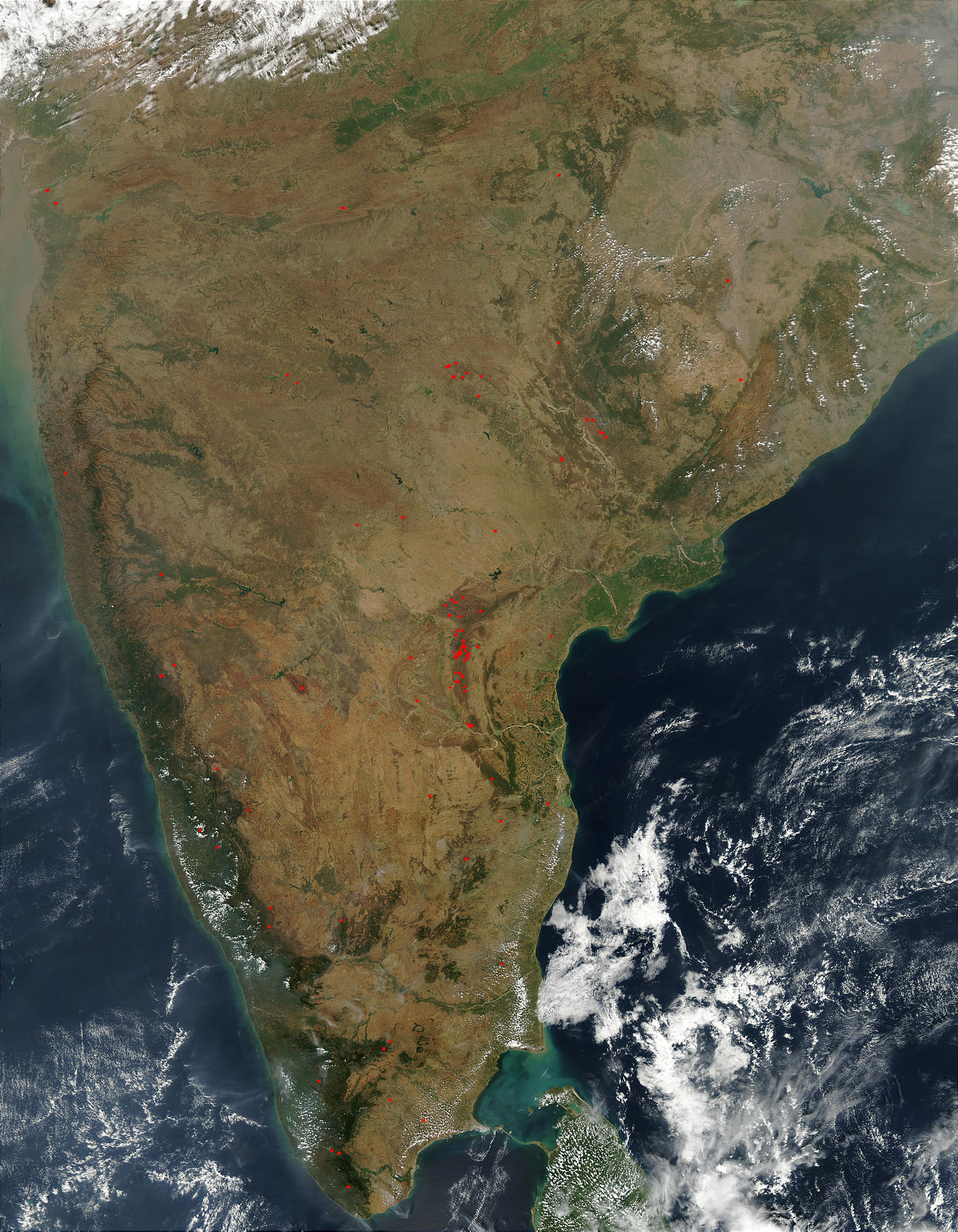
Hình ảnh vệ tinh Nam Ấn Độ

Nam Ấn Độ là một bán đảo hình tam giác, giáp với biển Ả Rập về phía tây, với vịnh Bengal về phía đông, và các dãy Vindhya cùng Satpura về phía bắc. Sông Narmad chảy về phía tây tại vùng lõm giữa hai dãy Vindhya và Satpura, hai dãy núi này cũng xác định ranh giới phía bắc của cao nguyên Deccan. Ghat Tây chạy song song dọc duyên hải phía tây, dải đất hẹp giữa Ghat Tây và biển Ả Rập tạo thành khu vực Konkan. Ghat Tây tiếp tục chạy về phía nam cho đến Kanyakumari. Ghat Đông chạy song song dọc duyên hải phía đông, dải đất giữa Ghat Đông và vịnh Bengal tạo thành khu vực Coromandel. Hai dãy núi lớn gặp nhau tại dãy Nilgiri. Dãy Nilgiri chạy theo hình lưỡi liềm gần như dọc theo biên giới giữa Tamil Nadu với miền bắc Kerala và với Karnataka, bao trùm các vùng đồi Palakkad và Wayanad và dãy Sathyamangalam, kéo dài đến vùng đồi tương đối thấp của Ghat Đông trên phần phía tây của biên giới Tamil Nadu–Andhra Pradesh, hình thành các vùng đồi Tirupati và Annamalai.
Quần đảo san hô Lakshadweep có độ cao thấp và nằm ngoài khơi bờ biển tây nam của Ấn Độ. Quần đảo Andaman và Nicobar nằm xa ngoài khơi bờ biển phía đông Ấn Độ. Eo biển Palk và chuỗi bãi cát và đảo mang tên cầu của Rama chia tách khu vực với Sri Lanka, là quốc gia nằm ngoài khơi bờ biển đông nam của khu vực. Mũi cực nam của lục địa Ấn Độ nằm tại thị trấn Kanyakumari, đây là nơi Ấn Độ Dương giáp vịnh Bengal và biển Ả Rập.
Cao nguyên Deccan là một vùng cao bị giới hạn bởi các dãy núi. Cao nguyên này cao đến 100 m tại phía bắc và đến hơn 1 km tại phía nam, tạo thành một tam giác nổi lên bên trong tam giác hướng xuống phia nam của đường bờ biển tiểu lục địa Ấn Độ. Cao nguyên dốc nhẹ từ tây sang đông, do đó các sông lớn khởi nguồn tại Ghat Tây và chảy về phía đông vào vịnh Bengal. Nền bazan núi lửa của Deccan hình thành trong phun trào trap Deccan lớn, xảy ra vào khoảng cuối giai đoạn kỷ Phấn trắng từ 67 đến 66 triệu năm trước. Từng lớp một được hình thành thông qua hoạt động núi lửa kéo dài trong 30.000 năm và khi các núi lửa tắt, chúng để lại một khu vực cao nguyên với đặc trưng là các khu vực bằng phẳng trải rộng trên đỉnh giống như một cái bàn. Cao nguyên có các sông chảy về phía đông là Godavari, Krishna, Kaveri và Vaigai. Các chi lưu chính gồm Penna, Tungabhadra, Bhavani và Thamirabarani.

### Khí hậu
Khu vực có khí hậu nhiệt đới và lượng mưa phụ thuộc vào gió mùa. Theo phân loại khí hậu Köppen, Nam Ấn Độ có khí hậu bán khô hạn, có nhiệt độ thấp nhất trong ngày trung bình là 18 °C. Ẩm ướt nhất là khí hậu nhiệt đới gió mùa với đặc điểm và nhiệt độ ôn hoà hoặc cao quanh năm, và mưa nhiều theo mùa với trên 2.000 mm mỗi năm. Khí hậu nhiệt đới gió mùa tồn tại trên một dải đất thấp phía tây nam giới hạn Bờ biển Malabar, Ghat Tây cùng các quần đảo Lakshadweep và Andaman và Nicobar nằm trong kiểu khí hậu này.
Khí hậu nhiệt đới xavan có đặc điểm là khô hơn các khu vực có khí hậu nhiệt đới gió mùa, kiểu khí hậu này chiếm ưu thế tại hầu hết khu vực nội lục ngoại trừ một vùng bóng mây bán khô hạn nằm về phía đông của Ghat Tây. Mùa đông và đầu mùa hè là giai đoạn kéo dài và khô, nhiệt độ trung bình trên 18 °C, mùa hè cực kỳ nóng với nhiệt độ tại các vùng thấp vượt trên 50 °C, mùa mưa kéo dài từ tháng 6 đến tháng 9 với lượng mưa hàng năm trung bình từ 750 đến 1.500 mm khắp khu vực. Đến khi gió mùa đông bắc khô bắt đầu vào tháng 9, hầu hết mưa tại Ấn Độ là tại Tamil Nadu, còn các bang khác tương đối khô. Khí hậu bán khô hạn nóng chiếm ưu thế tại vùng đất phía đông Ghat Tây và vùng đồi Cardamom. Khu vực này bao gồm Karnataka, nội lục Tamil Nadu và miền tây Andhra Pradesh, nhận từ 400 đến 750 mm mưa hàng năm, có mùa hè nóng và mùa đông khô với nhiệt độ khoảng 20-24 °C. Các tháng 3-5 nóng và khô, có nhiệt độ trung bình dao động khoảng 32 °C còn lượng mưa đạt 320 mm và nếu không có hệ thống tưới nhân tạo thì khu vực không phù hợp để làm nông nghiệp.
Gió mùa tây nam thổi từ tháng 6 đến tháng 9 đem đến hầu hết lượng mưa tại khu vực. Gió mùa tây nam nhánh từ biển Ả Rập thổi vào Ghat Tây dọc Kerala và chuyển hướng thổi về phía bắc dọc bờ biển Konkan, gây mưa tại các khu vực ven biển phía tây Ghat Tây. Ghat Tây ngăn gió thổi sang cao nguyên Deccan, do đó khu vực này nhận được rất ít mưa. Gió mùa tây nam nhánh vịnh Bengal thổi đến phía đông bắc của Ấn Độ, mang theo hơi ẩm từ vịnh Bengal. Bờ biển Coramandel không nhận được nhiều mưa từ gió mùa tây nam do hình dạng lãnh thổ. Tamil Nadu và miền đông nam Andhra Pradesh nhận được mưa từ gió mùa đông bắc. Gió mùa đông bắc thổi từ tháng 11 đến đầu tháng 3 khi hệ thống áp cao bề mặt mạnh nhất. Bão nhiệt đới Bắc Ấn Độ Dương xảy ra suốt năm tại vịnh Bengal và biển Ả Rập, gây ra gió có sức tàn phá và lượng mưa lớn.

### Động thực vật

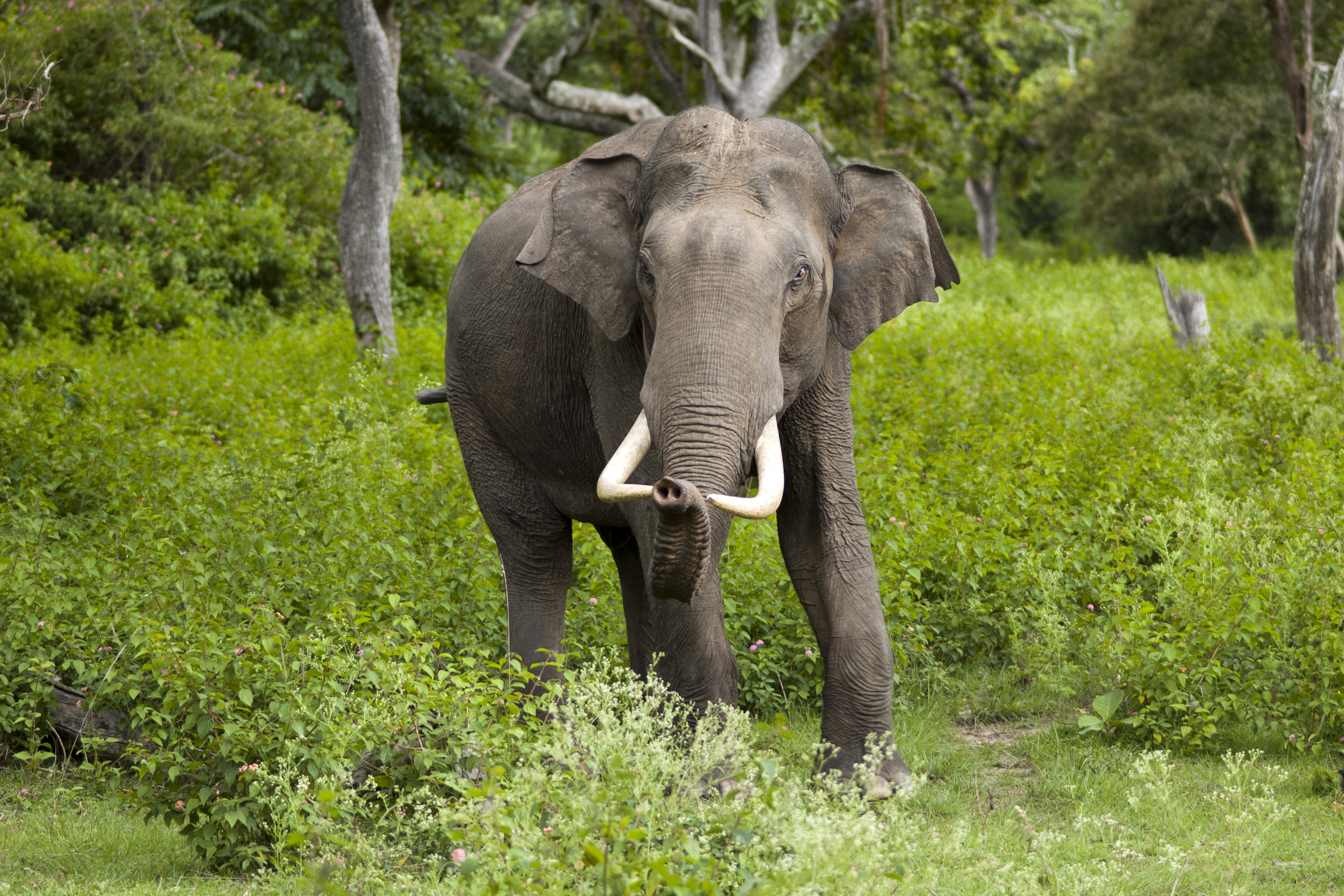
Nam Ấn Độ là nơi có quần thể voi đông nhất.

Nam Ấn Độ có tính đa dạng cao về động thực vật, bắt nguồn từ khí hậu và địa lý khác nhau tại đây. Rừng rụng lá xuất hiện dọc Ghat Tây còn rừng nhiệt đới khô và đất cây bụi phổ biến tại cao nguyên Deccan nội lục. Miền nam Ghat Tây có rừng mưa trên các vùng cao, được gọi là rừng mưa núi cao Nam Ghat Tây, còn rừng ẩm Bờ biển Malabar xuất hiện tại các đồng bằng ven biển. Ghat Tây là một trong các điểm nóng đa dạng sinh học mức độ cao nhất trên thế giới, và là một di sản thế giới UNESCO.
Vùng sinh thái học quan trọng tại Nam Ấn Độ là khu dự trữ sinh quyển Nilgiri nằm tại giao điểm biên giới của các bang Karnataka, Kerala và Tamil Nadu thuộc các vùng đồi Nilgiri và Anamalai tại Ghat Tây. Các khu bảo tồn chim gồm có Vedanthangal, Ranganathittu, Kumarakom, Neelapattu và Pulicat, chúng là nơi sống của nhiều chim di cư và bản địa. Quần đảo Lakshadweep được Viện Động vật hoang dã Ấn Độ tuyên bố là một khu bảo tồn chim. Các điểm sinh thái được bảo vệ khác gồm có rừng đước Pichavaram tại Tamil Nadu, các vùng nước đọng hồ Pulicat tại Tamil Nadu và Vembanad, Ashtamudi, Paravur và Kayamkulam tại Kerala. Khu dự trữ sinh quyển vịnh Mannar có diện tích 10.500 km² mặt biển, các đảo và bờ biển tiếp giáp, nó có các rặng san hô, đầm lầy mặn và đước. Đây là nơi sống của các loài dưới nước gặp nguy hiểm như cá heo, cá cúi, cá voi, hải sâm.
Nam Ấn Độ là nơi có nhiều cá thể voi Ấn Độ và hổ Bengal, chúng là những loài gặp nguy hiểm. Voi được phát hiện tại tám điểm rải rác tại Nam Ấn Độ; tại miền bắc Karnataka, dọc Ghat Tây, tại Bhadra–Malnad, tại Brahmagiri–Nilgiris–Ghat Đông, tại Nilambur–Silent Valley–Coimbatore, tại Anamalai–Parambikulam, tại Periyar–Srivilliputhur và Agasthyamalai Khu vực có một phần ba số cá thể hổ và trên một nửa số cá thể voi tại Ấn Độ. Nam Ấn Độ có 14 khu bảo tồn hổ và 11 khu bảo tồn voi. Các loài bị đe doạ và gặp nguy hiểm khác tại khu vực gồm có sóc lớn xám, cu li thon lông xám, gấu lợn, dê núi sừng ngắn Nilgiri, khỉ Nilgiri, khỉ đuôi sư tử, và báo Ấn Độ.
| Tên            | Thú                                                | Chim                          | Cây                             | Quả                            | Hoa                              |
| -------------- | -------------------------------------------------- | ----------------------------- | ------------------------------- | ------------------------------ | -------------------------------- |
| Andhra Pradesh | linh dương đen (Antilope cervicapra)               | sả rừng (Coracias indica)     | sầu đâu (Azadirachta indica)    | xoài (Mangifera indica)        | sen (Nelumbo nucifera)           |
| Karnataka      | voi Ấn Độ (Elephas maximus)                        | sả rừng (Coracias indica)     | đàn hương (Santalum album)      |                                | sen (Nelumbo nucifera)           |
| Kerala         | voi Ấn Độ (Elephas maximus)                        | hồng hoàng (Buceros bicornis) | dừa (Cocos nucifera)            | mít (Artocarpus heterophyllus) | muồng hoàng yến (Cassia fistula) |
| Tamil Nadu     | dê núi sừng ngắn Nilgiri (Nilgiritragus hylocrius) | cu luồng (Chalcophaps indica) | thốt nốt (Borassus flabellifer) | mít (Artocarpus heterophyllus) | ngót nghẻo (Gloriosa superba)    |
| Telangana      | hươu (Axis axis)                                   | sả rừng (Coracias indica)     | Khejri (Prosopis cineraria)     | xoài (Mangifera indica)        | keo avaram (Senna auriculata)    |
| Puducherry     | sóc cọ Ấn Độ (Funambulus palmarum)                 | tu hú (Eudynamys scolopaceus) | bầu nâu (Aegle marmelos)        |                                | đầu lân (Couroupita guianensis)  |
| Lakshadweep    | cá bướm (Chaetodon falcula)                        | nhạn đầu xám (Anous stolidus) | xa kê (Artocarpus incisa)       |                                |                                  |

## Nhân khẩu

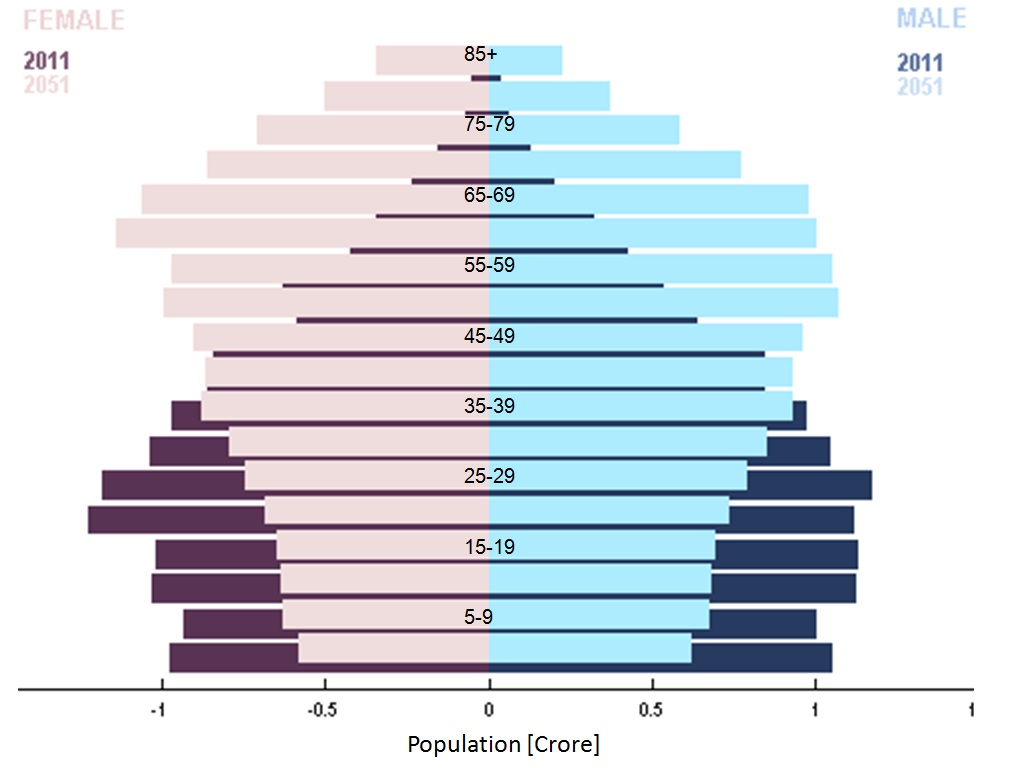
Tháp dân số Nam Ấn Độ

Theo điều tra nhân khẩu năm 2011, dân số Nam Ấn Độ ước đạt 252 triệu, chiếm khoảng một phần năm tổng dân số toàn quốc. Tổng tỷ suất sinh của khu vực thấp hơn mức sinh thay thay thế là 2,1, hai bang Kerala và Tamil Nadu có tổng tỷ suất sinh thấp nhất Ấn Độ khi chỉ đạt 1,7. Do đó, tỷ lệ dân số của Nam Ấn Độ so với toàn quốc giảm đi trong giai đoạn 1981-2011. Các đẳng cấp và bộ lạc được công nhận chiếm 18% dân số khu vực. Nông nghiệp là lĩnh vực sử dụng lao động nhiều nhất trong khu vực khi mà 47,5% dân số tham gia các hoạt động nông nghiệp. Khoảng 60% dân số sống trong các công trình nhà ở vĩnh cửu.
Sau khi trải qua các biến động trong những thập niên sau độc lập, kinh tế Nam Ấn Độ được ghi nhận là tăng trưởng cao hơn so với trung bình toàn quốc trong ba thập niên qua. Dù các bang Nam Ấn Độ cải thiện được một số chỉ số kinh tế-xã hội, song nghèo nàn tiếp tục tác động đến khu vực giống như phần còn lại của liên bang, song nó suy giảm đáng kể theo thời gian. Dựa theo điều tra năm 2011, HDI của các bang miền nam ở mức cao và kinh tế tăng trưởng nhanh hơn hầu hết các bang miền bắc.
Theo điều tra năm 2011, tỷ lệ biết chữ trung bình tại Nam Ấn Độ là xấp xỉ 80%, cao hơn đáng kể mức trung bình toàn quốc là 74%, Kerala có tỷ lệ biết chữ cao nhất với 93,91%. Nam Ấn Độ có tỷ lệ giới tính nam/nữ cao nhất toàn quốc, Kerala và Tamil Nadu là hai bang đứng đầu. Các bang Nam Ấn Độ xếp trong số 10 bang hàng đầu về tự do kinh tế, tuổi thọ dự tính, tiếp cận nước sạch, sở hữu nhà ở và sở hữu ti vi. Mức nghèo tại Nam Ấn Độ là 19% trong khi lên đến 38% tại các bang khác. Thu nhập bình quân là 19.531 rupee, hơn gấp đôi so với 8.951 rupee của các bang khác. Trong số ba mục tiêu liên quan đến nhân khẩu của Mục tiêu Phát triển Thiên niên kỷ Liên Hợp Quốc dự kiến đạt được vào năm 2015, Kerala và Tamil Nadu đạt được các mục tiêu liên quan đến cải thiện y tế bà mẹ và giảm tử vong trẻ sơ sinh và tỷ vong trẻ em vào năm 2009.

### Ngôn ngữ
Nhóm ngôn ngữ lớn nhất tại Nam Ấn Độ là ngữ hệ Dravidia, đây là một hệ ngôn ngữ gồm khoảng 73 ngôn ngữ Các ngôn ngữ chính được nói gồm có Telugu, Tamil, Kannada và Malayalam. Tulu được khoảng 1,5 triệu người nói tại ven biển Kerala cùng Karnataka, Konkan thuộc nhóm Ấn-Arya có khoảng nửa triệu người nói tại ven biển Konkan. Tiếng Anh cũng được nói phổ biến trong các khu vực đô thị tại Nam Ấn Độ. Khoảng 12 triệu người Hồi giáo nói tại miền nam Ấn Độ nói tiếng Urdu. Tamil, Telugu, Kannada, Malayalam và Konkan được liệt kê trong 22 ngôn ngữ chính thức của Ấn Độ theo Đạo luật Ngôn ngữ chính thức (1963). Tamil là ngôn ngữ đầu tiên được Chính phủ Ấn Độ cấp vị thế ngôn ngữ cổ điển vào năm 2004. Các ngôn ngữ lớn khác cũng được cấp vị thế này là Kannada (năm 2008), Telugu (năm 2008) và Malayalam (năm 2013)
| STT | Ngôn ngữ  | Số người nói | Chính thức tại                                |
| --- | --------- | ------------ | --------------------------------------------- |
| 1   | Telugu    | 74.002.856   | Andhra Pradesh, Telangana, Yanam (Puducherry) |
| 2   | Tamil     | 60.793.814   | Tamil Nadu, Puducherry                        |
| 3   | Kannada   | 37.924.011   | Karnataka                                     |
| 4   | Malayalam | 33.066.392   | Kerala, Lakshadweep, Mahé, Puducherry         |
| 5   | Konkan    | 2.489.015    | Kerala, Karnataka                             |

### Tôn giáo
| Tôn giáo    | Tôn giáo    | Tôn giáo | Tôn giáo   | Tôn giáo   |
| ----------- | ----------- | -------- | ---------- | ---------- |
| Religion    | Religion    |          | Percent(%) | Percent(%) |
| Ấn Độ giáo  | Ấn Độ giáo  |          | 80%        | 80%        |
| Hồi giáo    | Hồi giáo    |          | 11%        | 11%        |
| Cơ Đốc giáo | Cơ Đốc giáo |          | 8%         | 8%         |
| Khác        | Khác        |          | 1%         | 1%         |

Ấn Độ giáo là tôn giáo lớn nhất tại Nam Ấn Độ với khoảng 80% dân số tin theo. Khoảng 11% dân số tin theo Hồi giáo và 8% tin theo Cơ Đốc giáo. Bằng chứng về tôn giáo tiền sử tại Nam Á được lấy từ các bức hoạ trên đá từ thời kỳ đồ đá giữa nằm rải rác, mô tả các điệu nhảy và nghi lễ, chẳng hạn như các di chỉ khắc đá Kupgal tại miền đông Karnataka. Ấn Độ giáo được cho là tôn giáo cổ nhất thế giới, có nguồn gốc từ thời tiền sử tại Ấn Độ. Các truyền thống tinh thần chính tại Nam Ấn Độ gồm có cả hai nhánh Shiva và Vishnu của Ấn Độ giáo, song triết học Phật giáo và Jaina giáo có ảnh hưởng trong vài thế kỷ trước. Tín ngưỡng Ayyavazhi được truyền bá đáng kể qua nhiều nơi tại phía nam của Nam Ấn Độ. Hồi giáo được các thương nhân Ả Rập đưa đến Nam Ấn Độ vào đầu thế kỷ 7, đầu tiên là Bờ biển Malabar của Kerala và được truyền bá trong thời gian cai trị của các vương quốc Hồi giáo Deccan từ thế kỷ 17 đến thế kỷ 18, và người Hồi giáo gốc Ả Rập tại Kerala được gọi là Jonaka Mappila. Cơ Đốc giáo do Tôma Tông đồ đưa tới Nam Ấn Độ, ông đến Muziris thuộc Kerala vào năm 52 và rửa tội cho các khu dân cư Do Thái của Kerala. Kerala cũng là quê hương của một trong các cộng đồng Do Thái cổ nhất thế giới, họ được cho là là đến bờ biển Malabar trong thời gian cai trị của Quốc vương Solomon (khoảng 971 - 931 TCN).

## Kinh tế

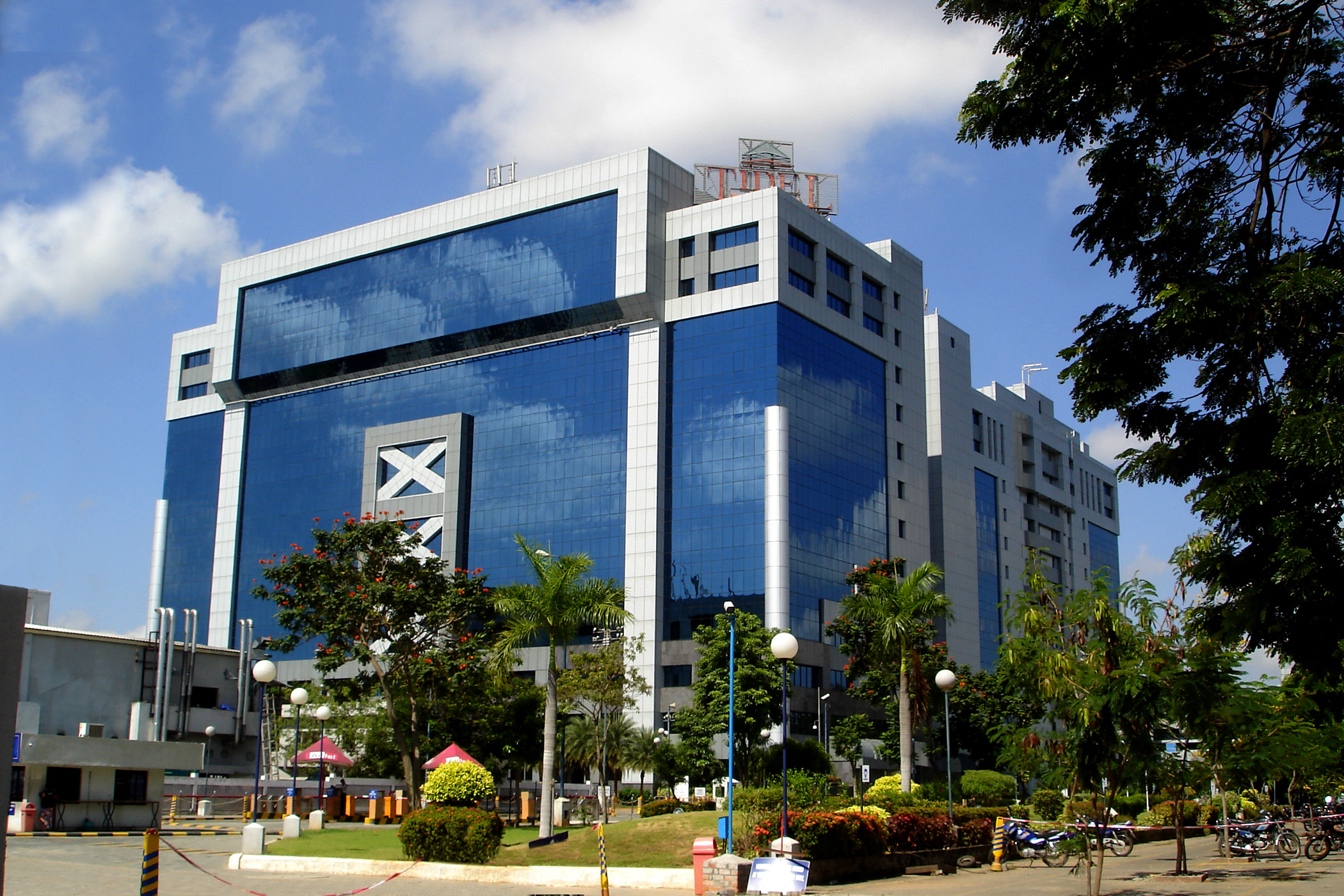
Phát triển của các trung tâm công nghệ thông tin trong khu vực giúp thúc đẩy tăng trưởng kinh tế. Trong ảnh là Công viên Tidel tại Chennai

Kinh tế Nam Ấn Độ sau khi Ấn Độ độc lập tuân theo khuôn khổ xã hội chủ nghĩa, chính phủ kiểm soát nghiêm ngặt đối với sự tham gia của lĩnh vực tư nhân, ngoại thương và đầu tư trực tiếp nước ngoài. Từ khoảng năm 1960 đến 1990, kinh tế Nam Ấn Độ trải qua tăng trưởng hỗn hợp. Trong thập niên 1960, Kerala đạt được tốc độ tăng trưởng kinh tế cao hơn trung bình toàn quốc trong khi kinh tế Andhra Pradesh suy thoái. Kerala trải qua một cuộc suy thoái kinh tế trong thập niên 1970, trong khi kinh tế của Tamil Nadu, Andhra Pradesh và Karnataka luôn vượt tốc độ tăng trưởng trung bình toàn quốc sau thập niên 1970 do các chính sách kinh tế có định hướng cải cách so với các bang khác của Ấn Độ. Năm 2013–14, tổng GDP của khu vực là 27,1 nghìn tỷ rupee (420 tỷ USD), Tamil Nadu là bang có GDP lớn thứ nhì và là bang công nghiệp hoá cao thứ nhì toàn quốc sau Maharashtra. Tính đến tháng 3 năm 2015, có 109 khu kinh tế đặc biệt đang hoạt động tại Nam Ấn Độ, chiếm khoảng 60% về số lượng của toàn quốc.
Trên 48% dân cư Nam Ấn Độ tham gia sản xuất nông nghiệp, ngành này phụ thuộc nhiều vào gió mùa. Một số cây trồng chính được canh tác tại Nam Ấn Độ là lúa gạo, lúa miến, lúa miêu, đậu, mía, bông, ớt, kê chân vịt. Cau, cà phê, chè, cao su, và cây gia vị được trồng trên các vùng đồi. Lương thực chủ yếu là gạo; các khu vực châu thổ sông Godavari, Krishna và Kaveri nằm trong số các vùng sản xuất lúa hàng đầu tại Ấn Độ. Hạn hán thường xuyên khiến nông dân phải gánh nợ, buộc họ phải bán gia súc và có khi phải tự vẫn. Khu vực chiếm khoảng 92% tổng sản lượng cà phê tại Ấn Độ. Nam Ấn Độ cũng là nơi cung cấp lớn về bông, chà, cao su, nghệ, xoài và gia vị. Các sản phẩm khác là lụa và gia cầm.
Bangalore, Chennai, Hyderabad, Vishakapatnam, Kochi, Coimbatore và Thiruvananthapuram nằm trong số các trung tâm lớn về công nghệ thông tin của Ấn Độ, trong đó Bangalore còn được ví như Thung lũng Silicon của Ấn Độ. Sự phát triển của các trung tâm công nghệ thông tin trong khu vực giúp thúc đẩy tăng trưởng kinh tế và thu hút đầu tư nước ngoài, cũng như người từ những nơi khác tại Ấn Độ đến tìm việc. Xuất khẩu phần mềm từ Nam Ấn Độ đạt 640 tỷ rupee (9,9 tỷ USD) trong năm tài chính 2005–06. Chennai được ví như "Detroit của châu Á", chiếm khoảng 35% tổng bộ phận và sản phẩm ô tô của Ấn Độ. Khu vực cung cấp hai phần ba nhu cầu động cơ và bơm của Ấn Độ, và là một trong những nơi xuất khẩu lớn nhất về kim cương, máy xay ướt, bộ phận ô tô. Ngành công nghiệp lớn khác là dệt Nam Ấn Độ là nơi có gần 60% xưởng dệt sợi tại Ấn Độ.
Du lịch có đóng góp đáng kể trong GDP của khu vực, bốn bang Tamil Nadu, Karnataka, Andhra Pradesh và Telangana của khu vực nằm trong số 10 bang đứng đầu về số du khách và chiếm trên 50% số du khách nội địa.
| Chỉ số kinh tế và nhân khẩu (2007)   | Chỉ số kinh tế và nhân khẩu (2007) | Chỉ số kinh tế và nhân khẩu (2007) |
| Thông số                             | Nam Ấn Độ                          | Toàn quốc                          |
| ------------------------------------ | ---------------------------------- | ---------------------------------- |
| Tổng sản phẩm nội địa (GDP)          | ₹27.1 nghìn tỷ (US$420 billion)    | ₹104.7 nghìn tỷ (US$1,6 trillion)  |
| Sản phẩm nội địa ròng cấp bang (SDP) | ₹27.027 (US$420)                   | ₹23.222 (US$360)                   |
| Dân số dưới ngưỡng nghèo             | 17,4%                              | 26,1%                              |
| Dân số đô thị                        | 32.8%                              | 27.8%                              |
| Hộ có điện                           | 89,3%                              | 67,9%                              |
| Tỷ lệ biết chữ                       | 80%                                | 74%                                |

## Chính quyền

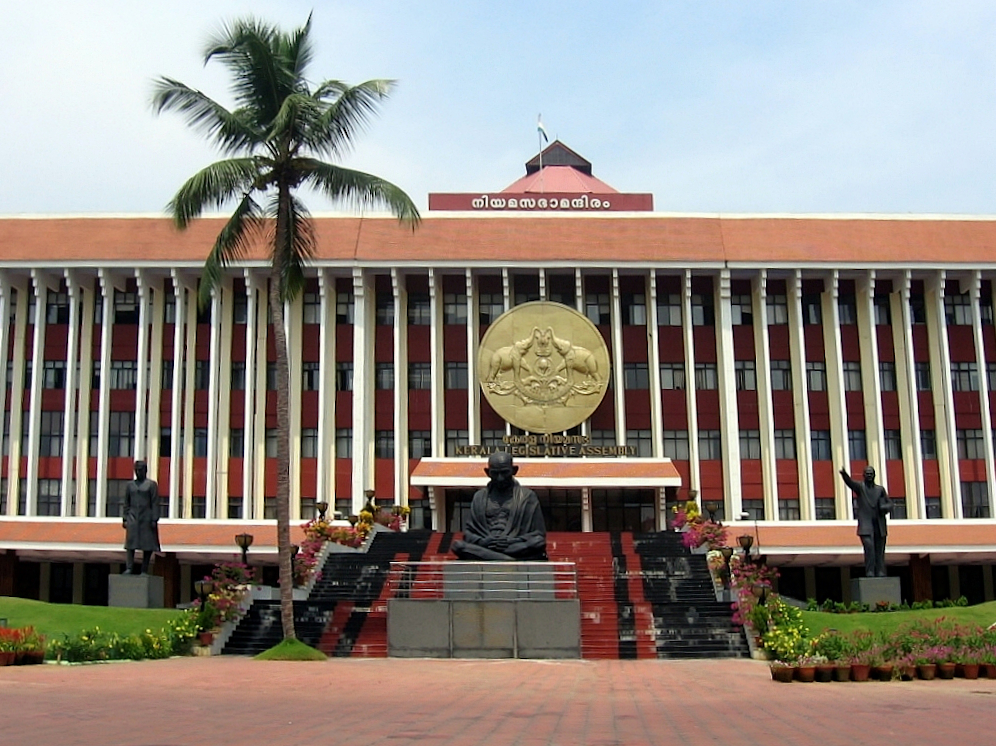
Niyamasabha Mandiram là toà nhà của cơ quan lập pháp bang Kerala

Nam Ấn Độ gồm năm bang là Andhra Pradesh, Telangana, Karnataka, Kerala và Tamil Nadu cùng các lãnh thổ liên bang Puducherry, Lakshadweep và Andaman và Nicobar. Puducherry và năm bang có chính phủ cấp bang dân cử, trong khi Lakshadweep và Andaman và Nicobar nằm dưới quyền quản lý tập trung của Tổng thống Ấn Độ. Đứng đầu mỗi bang là một thống đốc, người này do Tổng thống Ấn Độ trực tiếp bổ nhiệm, trong khi thủ hiến (Chief Minister) là người đứng đầu chính phủ cấp bang và được bầu ra, thủ hiến đại diện cho đảng hoặc liên minh cầm quyền cấp bang.
Nam Ấn Độ bầu ra 132 nghị viện vào Lok Sabha (Hạ nghị viện Ấn Độ), chiếm khoảng một phần tư số ghế trong viện. Khu vực được phân 58 ghế trong Rajya Sabha (Thượng nghị viện Ấn Độ) trong tổng số 245 ghế. Tamil Nadu, Kerala và Puducherry theo mô hình cơ quan lập pháp đơn viện, trong khi cơ quan lập pháp của Andhra Pradesh, Karnataka và Telangana theo mô hình lưỡng viện. Nghị viên các cơ quan lập pháp cấp bang có nhiệm kỳ 5 năm. Các bang theo hệ thống lưỡng viện có một thượng viện (hội đồng lập pháp) với các thành viên không nhiều hơn 1/3 quy mô nghị viện. Các thống đốc có thể đình chỉ hoặc giải thể các hội đồng lập pháp và có thể cai quản khi không có đảng nào có thể thành lập chính phủ. Mỗi bang được tổ chức thành một số huyện, chúng được chia tiếp thành các đơn vị cấp dưới. Thể chế địa phương cai quản các thành phố, thị trấn và làng, các đơn vị này lần lượt bầu ra thị trưởng, chủ tịch hội đồng và chủ tịch làng.
| STT | Tên            | Mã ISO 3166-2 | Ngày thành lập      | Dân số     | AreaDiện tíchbr />(km²) | Ngôn ngữ chính thức | Thủ phủ            | Mật độ dân số (km²) | Tỷ số giới tính | Tỷ lệ biết chữ (%) | Tỷ lệ dân số đô thị |
| --- | -------------- | ------------- | ------------------- | ---------- | ----------------------- | ------------------- | ------------------ | ------------------- | --------------- | ------------------ | ------------------- |
| 1   | Andhra Pradesh | AP            | 1 tháng 10 năm 1953 | 49.506.799 | 160.205                 | Telugu              | HyderabadNote 1    | 308                 | 996             | 67,41              | 29,4                |
| 2   | Karnataka      | KA            | 1 tháng 11 năm 1956 | 61.095.297 | 191.791                 | Kannada             | Bengaluru          | 319                 | 973             | 75,36              | 34,0                |
| 3   | Kerala         | KL            | 1 tháng 11 năm 1956 | 33.406.061 | 38.852                  | Malayalam           | Thiruvananthapuram | 860                 | 1084            | 94,00              | 26,0                |
| 4   | Tamil Nadu     | TN            | 26 tháng 1 năm 1950 | 72.147.030 | 130.060                 | Tamil               | Chennai            | 555                 | 996             | 80,09              | 44,0                |
| 5   | Telangana      | TS            | 2 tháng 6 năm 2014  | 35.193.978 | 114.840                 | Telugu, Urdu        | HyderabadNote 1    | 307                 | 988             | 66,50              | 38,7                |

- ^Note 1  Andhra Pradesh được chia thành hai bang là Telangana và Andhra Pradesh vào ngày 2 tháng 6 năm 2014.[156][157][158] Hyderabad nằm hoàn toàn trong ranh giới bang Telangana, và sẽ giữ vai trò là thủ phủ chung của hai bang trong một giai đoạn không quá mười năm.[159]

| STT | Tên                | Mã ISO 3166-2 | Dân số    | Diện tích (km²) | Ngôn ngữ chính thức      | Thủ phủ    | Mật độ dân số (km²) | Tỷ số giới tính | Tỷ lệ biết chữ | Tỷ lệ dân số đô thị |
| --- | ------------------ | ------------- | --------- | --------------- | ------------------------ | ---------- | ------------------- | --------------- | -------------- | ------------------- |
| 1   | Andaman và Nicobar | AN            | 380.581   | 8.249           | Anh, Hindi               | Port Blair | 46                  | 876             | 86,27          | 32,6                |
| 2   | Lakshadweep        | LD            | 64.473    | 30              | Anh, Malayalam           | Kavaratti  | 2.013               | 946             | 92,28          | 44,5                |
| 3   | Puducherry         | PY            | 1.247.953 | 490             | Tamil, Malayalam, Telugu | Puducherry | 2.598               | 1037            | 86,55          | 66,6                |

## Chính trị
Chính trị Nam Ấn Độ mang đặc trưng là trộn lẫn các chính đảng khu vực và quốc gia. Đảng Công lý và Đảng Swaraj là hai đảng chính thời xưa tại khu quản hạt Madras. Đảng Công lý cuối cùng thất bại trong bầu cử năm 1937 trước Đảng Quốc Đại Ấn Độ, và Chakravarti Rajagopalachari trở thành thủ hiến của khu quản hạt Madras. Trong thập niên 1920 và 1930, phong trào Tự trọng nổi lên tại khu quản hạt Madras với thủ lĩnh là Theagaroya Chetty và E. V. Ramaswamy Naicker (thường gọi là Periyar). Năm 1944, Periyar đổi tên đảng thành Dravidar Kazhagam và rút khỏi chính trị bầu cử. Mục tiêu ban đầu là ly khai Dravida Nadu khỏi phần còn lại của Ấn Độ khi độc lập. Sau độc lập, một môn đệ của Periyar là C. N. Annadurai thành lập Dravida Munnetra Kazhagam vào năm 1948. Kích động chống tiếng Hindi tại Tamil Nadu khiến các đảng Dravidia nổi lên, họ lần đầu lập được chính phủ vào năm 1967 tại Tamil Nadu. Năm 1972, chia rẽ trong DMK dẫn đến thành lập Anna Dravida Munnetra Kazhagam Toàn Ấn dưới quyền M. G. Ramachandran. Các đảng Dravidia tiếp tục chi phối chính trị tuyển cử tại Tamil Nadu; các đảng toàn quốc thường liên kết với tư cách đối tác bề trên với các đảng Dravidia lớn là AIADMK và DMK.
Đảng Quốc Đại Ấn Độ chi phối chính trường tại Tamil Nadu trong thập niên 1950 và 1960, dưới quyền lãnh đạo của K. Kamaraj, ông là người lãnh đạo đảng sau khi Jawaharlal Nehru mất và đảm bảo việc lựa chọn các thủ tướng Lal Bahadur Shastri và Indira Gandhi. Đảng Quốc Đại tiếp tục là một đảng lớn tại Andhra Pradesh, Karnataka và Kerala. Đảng này cầm quyền với sự đối lập tối thiểu trong 30 năm tại Andhra Pradesh trước khi Đảng Telugu Desam được Nandamuri Taraka Rama Rao thành lập vào năm 1982. Hai hệ thống đáng nổi bật tại Kerala là Mặt trận Dân chủ Thống nhất do Đảng Quốc Đại Ấn Độ lãnh đạo, và Mặt trận Dân chủ Cánh tả do Đảng Cộng sản Ấn Độ (Marxist) lãnh đạo. Trong vòng 50 năm qua, hai liên minh này luân phiên nắm quyền, và E. M. S. Namboodiripad là thủ hiến dân cử đầu tiên của Kerala vào năm 1957 và ông được công nhận là lãnh đạo chính phủ cộng sản đầu tiên được bầu cử dân chủ trên thế giới. Đảng Bharatiya Janata và Janata Dal là các đảng quan trọng tại Karnataka.
C. Rajagopalachari là toàn quyền đầu tiên của Ấn Độ sau độc lập, ông là người Nam Ấn Độ. Khu vực sản sinh sáu tổng thống của Ấn Độ, đó là Sarvepalli Radhakrishnan, V. V. Giri, Neelam Sanjiva Reddy, R. Venkataraman, K. R. Narayanan and APJ Abdul Kalam. Các thủ tướng P. V. Narasimha Rao và H. D. Deve Gowda cũng xuất thân từ khu vực.

## Văn hoá

### Trang phục
Nữ giới Nam Ấn Độ theo truyền thống mặc sari, một loại quần áo được xếp nếp có khổ vải dài từ 5 thước Anh (4,6 m) đến 9 thước Anh (8,2 m) và rộng từ 2 foot (0,61 m) đến 4 foot (1,2 m), có đặc trưng là quấn quanh eo, với một đầu xếp nếp qua vai. Thơ Tamil cổ như Silappadhikaram miêu tả nữ giới trong trang phục xếp nếp tinh tế hay sari. Sari để lộ bụng dưới do theo triết học Ấn Độ thì rốn được cho là nguồn sống và sáng tạo. Madisar là một phong cách đặc trưng của các quý bà Bà-la-môn từ Tamil Nadu. Nữ giới mặt sari lụa nhiều màu sắc trong các dịp đặc biệt như kết hôn. Nam giới mặc dhoti, quấn từ một mảnh vải hình chữ nhật có màu trắng dài 4,5 m thường có sọc màu sáng tại rìa. Nó thường quấn quanh eo và chân và thắt nút tại eo. Một lungi nhiều màu sắc với hoạ tiết batik đặc trưng là kiểu trang phục nam giới phổ biến nhất tại thôn quê. Cư dân đô thị thường mặc quần áo may và trang phục phương Tây cũng phổ biến. Đồng phục trường học kiểu phương Tây được cả nam sinh và nữ sinh mặc, thậm chí là tại nông thôn.
Cơm là món ăn chính, còn cá là thành phần không thể thiếu trong các bữa ăn của cư dân ven biển Nam Ấn Độ. Dừa và gia vị được sử dụng rộng rãi trong ẩm thực Nam Ấn Độ. Khu vực có ẩm thực phong phú, bao gồm cả các món mặn và món chay truyền thống như cơm và các loại đậu. Mùi vị đặc trưng của ẩm thực Nam Ấn Độ có được do pha trộn các hương liệu và gia vị như lá cà ri, hạt mù tạt, rau mùi, gừng, tỏi, bột ớt, hạt tiêu, quế, đinh hương, tiểu đậu khấu, thì là, nhục đậu khấu, dừa và nước hoa hồng. Cách ăn truyền thống trong bữa ăn là ngồi trên sàn, bày thức ăn trên một lá chuối và dùng các ngón tay sạch của bàn tay phải để bốc đồ ăn. Sau bữa ăn, các ngón tay được rửa sạch; lá chuối bị bỏ đi hoặc cho gia súc ăn. Ăn trên lá chuối là một phong tục từ lâu, truyền lại một hương vị độc đáo sang đồ ăn và được cho là có lợi cho sức khoẻ. Idli, dosa, uthappam, appam, pongal và paniyaram là các món ăn sáng phổ biến. Cơm được bày cùng với sambar, rasam và poriyal trong bữa trưa. Ẩm thực Andhra có đặc điểm là món dầm và cà ri cay. Ẩm thực Chettinad nổi tiếng vì các món mặn và ẩm thực Hyderabad nổi tiếng vì món biryani.
Âm nhạc truyền thống Nam Ấn Độ được gọi là âm nhạc Carnatic, với các nhà soạn nhạc như Purandara Dasa, Kanaka Dasa, Tyagayya, Annamacharya, Bhakta Ramadasu, Muthuswami Dikshitar, Shyama Shastri, Kshetrayya, Mysore Vasudevachar và Swathi Thirunal. Nhạc cụ chính được sử dụng trong các đền thờ Ấn Độ giáo trong khu vực là nadaswaram, một nhạc khí có lưỡi gà được chơi cùng trống thavil. Ngành điện ảnh nổi lên thành một nền tảng quan trọng tại Nam Ấn theo thời gian, phác hoạ các cải biến văn hoá, xu hướng, nguyện vọng và phát triển của nhân dân địa phương. Nam Ấn Độ có một số vũ điệu đặc trưng như Bharatanatyam, Kathakali, Kerala Natanam, Koodiyattam, Kuchipudi, Margamkali, Mohiniaattam, Oppana, Ottamthullal, Theyyam, Vilasini Natyam và Yakshagana.
Phim nói các ngôn ngữ khu vực đang thịnh hành, bao gồm điện ảnh tiếng Kannada tại Karnataka, điện ảnh tiếng Malayalam tại Kerala, điện ảnh tiếng Tamil tại Tamil Nadu và điện ảnh tiếng Telugu tại Telangana và Andhra Pradesh. Phim câm đầu tiên tại Nam Ấn Độ là Keechaka Vadham, do R. Nataraja Mudaliar sản xuất vào năm 1916. Phim thoại tiếng Tamil đầu tiên là Kalidas, được phát thành vào ngày 31 tháng 10 năm 1931, chỉ bảy tháng sau phim thoại đầu tiên của Ấn Độ là Alam Ara Mudaliar cũng lập ra xưởng phim đầu tiên của Nam Ấn Độ tại Madras. Các nhà làm phim K Balachandar, Balu Mahendra, Bharathiraaja và Mani Ratnam của điện ảnh Tamil; Adoor Gopalakrishnan, Shaji N. Karun, John Abraham và G. Aravindan của điện ảnh Malayalam; K. N. T. Sastry và B. Narsing Rao của điện ảnh Telugu sản sinh điện ảnh song song hiện thực trong suốt thập niên 1970, Điện ảnh cũng gây ảnh hưởng đến chính trị; các nhân vật làm phim nổi tiếng như C N Annadurai, M G Ramachandran, M Karunanidhi, N. T. Rama Rao và Jayalalithaa trở thành thủ hiến. Tính đến năm 2014, công nghiệp điện ảnh Nam Ấn Độ đóng góp 53% tổng lượng phim sản xuất tại Ấn Độ.

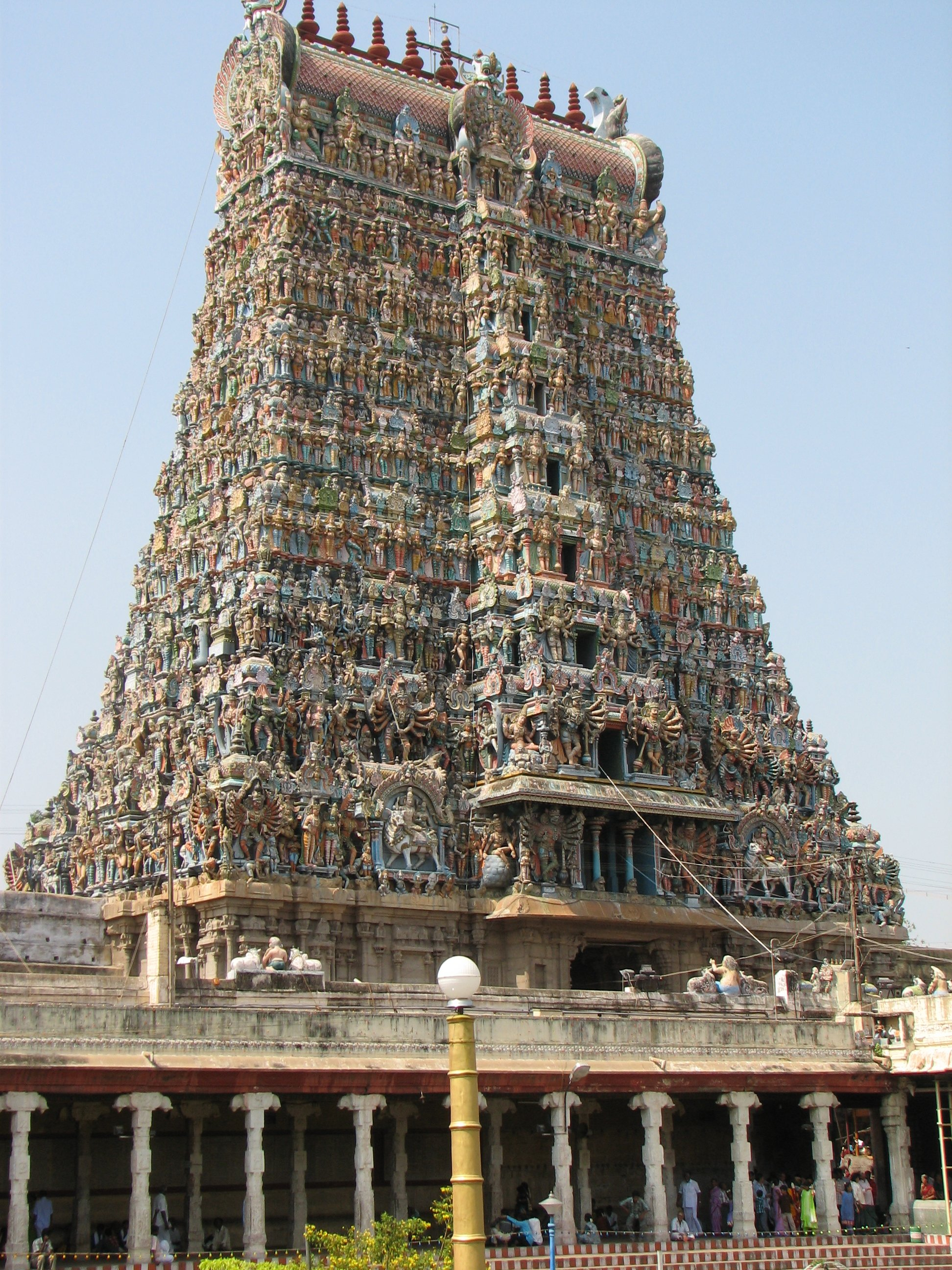
gopuram lớn là một dấu hiệu của kiến trúc Dravidia.

Nam Ấn Độ có truyền thống văn học độc lập, có niên đại từ trên 2.500 năm trước. Nền văn học đầu tiên được biết đến của Nam Ấn Độ là văn học Sangam thi vị, được viết bằng tiếng Tamil từ 2500 đến 2100 năm trước. Nền văn học này gồm có ba hội đồng thơ kế tiếp nhau mang tên Tamil Sangam được tổ chức vào thời cổ đại trên vùng đất mà nay nằm dưới biển xa về phía nam của Ấn Độ. Nền văn học này gồm luận thuyết ngữ pháp cổ nhất Tholkappiyam và các sử thi Silappatikaram và Manimekalai viết bằng tiếng Tamil. Chỉ dấu đến văn học tiếng Kannada xuất hiện từ thế kỷ 4. Văn học tiếng Telugu tồn tại dưới dạng khắc đá từ năm 575. Văn học tiếng Malayalam riêng biệt xuất hiện vào thế kỷ 13.
Nam Ấn Độ có hai phong cách kiến trúc đá đặc trưng, đó là phong cách Dravidia của Tamil Nadu và phong cách Vesara của Karnataka. Các đền thờ quan tâm đến cổng hoặc mantapas trước cửa dẫn đến chỗ linh thiêng, nó là một cổng kiểu kim tự tháp được gọi là gopuram, chúng là đặc điểm chính trong hàng rào tứ giác bao quanh các điện thờ nổi tiếng hơn và các toà nhà dựng cột được sử dụng cho nhiều mục đích và là thứ không thể thiếu của các ngôi đền. Ngoài ra, một đền thờ Nam Ấn Độ còn thường có một bể gọi là Kalyani hoặc Pushkarni. Gopuram là một tháp tưởng niệm, thường được trang trí tại lối vào của toàn bộ các đền tại Nam Ấn Độ. Nó tạo thành một đặc điểm nổi bật của các koil, tức các đền thờ Ấn Độ giáo theo phong cách Dravidia. Trên đỉnh chúng là kalasam, một đầu mái bằng đá có hình cầu. Nguồn gốc gopuram có thể truy đến các công trình ban đầu của triều Pallava và đến thế kỷ 12 dưới triều Pandya, các cổng vào này trở thành một đặc điểm chi phối diện mạo bên ngoài của đền, cuối cùng làm lu mờ nơi tôn nghiêm bên trong.

## Giao thông
Nam Ấn Độ có mạng lưới đường bộ kéo dài với 20.573 km quốc lộ và 46.813 xa lộ cấp bang. Mạng lưới Golden Quadrilateral liên kết Chennai tại miền nam với Mumbai qua Bangalore và với Kolkata qua Visakhapatnam. Dịch vụ xe buýt do các công ty vận chuyển quốc doanh điều hành gồm Công ty Vận tải Bang Tamil Nadu, Công ty Vận tải đường bộ Bang Karnataka, Công ty Vận tải đường bộ Bang Andhra Pradesh, Công ty Vận tải đường bộ Bang Telangana, Công ty Vận tải đường bộ Bang Kerala và Công ty Vận tải đường bộ Puducherry.
| Bang               | Xa lộ quốc gia | Xa lộ cấp abng | Xe cơ giới trên 1000 dân. |
| ------------------ | -------------- | -------------- | ------------------------- |
| Andhra Pradesh     | 7.356 km       | 10.650 km      | 145                       |
| Karnataka          | 6.432 km       | 20.774 km      | 182                       |
| Tamil Nadu         | 5.006 km       | 10.764 km      | 257                       |
| Telangana          | 2.635 km       | 3.152 km       | N/A                       |
| Kerala             | 1.811 km       | 4.341 km       | 198                       |
| Andaman và Nicobar | 330 km         | 38 km          | 152                       |
| Puducherry         | 64 km          | 246 km         | 521                       |
| Tổng               | 22.635 km      | 49.965 km      |                           |

Năm 1951, Đường sắt Madras và Southern Mahratta, Đường sắt Nam Ấn Độ và Đường sắt Bang Mysore hợp nhất thành Đường sắt Miền Nam, là khu vực đầu tiên của Đường sắt Ấn Độ. Khu vực Trung Nam được hình thành vào năm 1966 và khu vực Tây Nam được hình thành vào năm 2003. Hầu hết khu vực Nam Ấn Độ nằm trong ba khu đường sắt này, ngoại trở một phần nhỏ bờ biển thuộc Đường sắt Duyên hải phía Đông và Đường sắt Konkan. Đường sắt đô thị do Namma Metro vận hành tại Bangalore, Chennai Metro tại Chennai và Hyderabad Metro tại Hyderabad. Chennai MRTS cung cấp dịch vụ đường sắt ngoại ô tại Chennai và là tuyến đường sắt trên cao đầu tiên tại Ấn Độ. Đường sắt Núi Nilgiri là một di sản thế giới UNESCO.
| STT | Tên                 | Abbr. | Chiều dài (Km) | Headquarters | Thành lập               | Phân vùng                                                              | Ga chính |
| --- | ------------------- | ----- | -------------- | ------------ | ----------------------- | ---------------------------------------------------------------------- | --- |
| 1.  | Nam                 | SR    | 5.098          | Chennai      | 14 tháng 4 năm 1951     | Chennai, Tiruchirappalli, Madurai, Palakkad, Salem, Thiruvananthapuram | Chennai Central, Coimbatore Main, Ernakulam, Erode, Katpadi, Kollam, Kozhikode, Madurai, Mangalore Central, Palakkad, Salem, Thiruvananthapuram Central, Thrissur, Tiruchirappalli, Tirunelveli |
| 2.  | Trung Nam           | SCR   | 5.803          | Secunderabad | 2 tháng 10 năm 1966     | Secunderabad, Vijayawada, Hyderabad, Guntakal, Guntur, Nanded          | Guntur, Nellore, Secunderabad, Tirupati Main, Vijayawada |
| 3.  | Tây Nam             | SWR   | 3.177          | Hubli        | 1 tháng 4 năm 2003      | Hubli, Bangalore, Mysore, Gulbarga                                     | Bangalore City, Hubli, Mysore |
| 4.  | Duyên hải phía Đông | ECoR  | 2.572          | Bhubaneswar  | ngày 1 tháng 4 năm 2003 | Khurda Road, Sambalpur, Waltair                                        | Visakhapatnam |
| 5.  | Konkan              | KR    | 741            | Navi Mumbai  | 26 tháng 1 năm 1988     | Karwar, Ratnagiri                                                      | Madgaon |

Nam Ấn Độ có 9 sân bay quốc tế, 2 sân bay hải quan, 15 sân bay nội địa và 11 căn cứ không quân. Sân bay Chennai giữ vai trò là trụ sở khu vực miền nam của Cục Cảng hàng không Ấn Độ gồm các bang Andhra Pradesh, Karnataka, Kerala, Tamil Nadu và Telangana cùng các lãnh thổ liên bang Puducherry and Lakshadweep. Bangalore, Chennai, Hyderabad và Kochi nằm trong số 10 sân bay nhộn nhịp nhất tại Ấn Độ (2015). Bộ tư lệnh Hàng không Miền Nam của Không quân Ấn Độ có trụ sở đặt tại Thiruvananthapuram và Bộ tư lệnh Huấn luyện đặt trụ sở tại Bangalore. Không quân Ấn Độ vận hành 11 căn cứ không quân tại miền Nam, trong đó có hai căn cứ tại Andaman và Nicobar. Hải quân Ấn Độ điều hành các căn cứ hàng không tại Kochi, Arakkonam, Uchipuli, Vizag, Campbell Bay và Diglipur.
| Hạng | Tên                                | Thành phố          | Bang           | Mã IATA | Tổng hành khách (2015) |
| ---- | ---------------------------------- | ------------------ | -------------- | ------- | ---------------------- |
| 1    | Sân bay quốc tế Kempegowda         | Bangalore          | Karnataka      | BLR     | 18.971.149             |
| 2    | Sân bay quốc tế Chennai            | Chennai            | Tamil Nadu     | MAA     | 15.218.017             |
| 3    | Sân bay quốc tế Rajiv Gandhi       | Hyderabad          | Telangana      | HYD     | 12.388.159             |
| 4    | Sân bay quốc tế Cochin             | Kochi              | Kerala         | COK     | 7.749.901              |
| 5    | Sân bay quốc tế Thiruvananthapuram | Thiruvananthapuram | Kerala         | TRV     | 3.470.788              |
| 6    | Sân bay quốc tế Kozhikode          | Kozhikode          | Kerala         | CCJ     | 2.305.547              |
| 7    | Sân bay quốc tế                    | Visakhapatnam      | Andhra Pradesh | VTZ     | 1.804.634              |
| 8    | Sân bay quốc tế Coimbatore         | Coimbatore         | Tamil Nadu     | CJB     | 1.691.553              |
| 9    | Sân bay quốc tế Mangalore          | Mangalore          | Karnataka      | IXE     | 1.674.251              |
| 10   | Sân bay quốc tế Tiruchirappalli    | Tiruchirappalli    | Tamil Nadu     | TRZ     | 1.297.212              |
| 11   | Sân bay quốc tế Vijayawada         | Vijayawada         | Andhra Pradesh | VRZ     | 600.000                |
| 12   | Sân bay Tirupati                   | Tirupati           | Andhra Pradesh | TRZ     | 500.000                |

Nam Ấn Độ có 89 cảng nằm dọc bờ biển: Tamil Nadu (15), Karnataka (10), Kerala (17), Andhra Pradesh (12), Lakshadweep (10), Pondicherry (2) và Andaman & Nicobar (23). Các cảng chính gồm Chennai, Visakhapatnam, Nellore, Mangalore, Tuticorin, Ennore và Kochi. Cảng Krishnapatnam được kỳ vọng là cảng lớn nhất châu Á trong tương lai gần. Vùng nước đọng Kerala là một mạng lưới các kênh đào, sông hồ và vịnh nhỏ nối liền với nhau, là một hệ thống phức tạp với trên 900 km thủy đạo. Giữa cảnh quan này có một số thành thị, đóng vai trò là điểm đầu và điểm cuối của dịch vụ vận tải. Bộ tư lệnh Hải quân Miền Đông và Bộ tư lệnh Hải quân Miền Nam của Hải quân Ấn Độ lần lượt có trụ sở tại Visakhapatnam và Kochi. Hải quân Ấn Độ có các căn cứ hoạt động chính tại Visakhapatnam, Chennai, Kochi, Karwar và Kavaratti tại khu vực.